# Capriana
Capriana (deutsch veraltet Kaferlan) ist eine italienische Gemeinde (comune) mit 594 Einwohnern (Stand am 31. Dezember 2023) in der Provinz Trient, in der Region Trentino-Südtirol. Die Gemeinde liegt etwa 27 Kilometer nordöstlich von Trient im Fleimstal, gehört zur Talgemeinschaft Comunità territoriale della Val di Fiemme Das Gemeindegebiet grenzt unmittelbar an Südtirol. Die südliche Gemeindegrenze bildet der Avisio.

## Gemeindepartnerschaft
Capriana unterhält eine Partnerschaft mit der moldawischen Gemeinde Căpriana im Rajon Strășeni.

## Verkehr
Durch die Gemeinde führt die Strada Statale 612 della Val di Cembra von Lavis nach Castello-Molina di Fiemme.